# Aarhus Universitet Herning
Aarhus Universitet, Institut for Forretningsudvikling og Teknologi (forkortet BTECH) er en handels- og ingeniørhøjskole i Herning med ca. 1.750 studerende fordelt med ca. 1.250 fuldtidsstuderende og 500 deltidsstuderende.
Uddannelsesinstitutionen blev etableret som selvejende institution 1. januar 1995 under navnet Handels- og IngeniørHøjskolen (HIH) ved en fusion mellem Vestjysk Teknikum og Midtjysk Handelshøjskolecenter. Uddannelsesinstitutionen flyttede samtidig ind i nye bygninger tegnet af arkitekten Henning Larsen i Herning forstaden Birk. Den 1. august 2006 fusionerede skolen med Aarhus Universitet og blev derved et center under universitetets samfundsvidenskabelige fakultet, kaldet BSS. I dag er instituttet er organisatorisk placeret under hovedområdet School of Business and Social Sciences, der har de anerkendte internationale akkrediteringer AACSB, AMBA og EQUIS særligt tildelt fakultetets business-portefølje.
Institut for Forretningsudvikling og Teknologi (BTECH) udbyder fire bacheloruddannelser, en specialisering i forretningsudvikling for diplomingeniører, to kandidatuddannelser samt HD, Diplom i ledelse og en erhvervskandidat i teknologibaseret forretningsudvikling. Yderligere er der mulighed for at læse diplomingeniør i elektronik, elektrisk energiteknologi, maskinteknik og adgangskursus til ingeniøruddannelserne, disse uddannelse udbydes af Ingeniørhøjskolen Aarhus Universitet.
Uddannelserne er baseret på et tæt samspil med det omkringliggende erhvervsliv, ligesom studerende lærer at arbejde sammen på tværs af faggrænser i løbet af deres uddannelse. Alle studerende på BTECH undervises i innovation, ligesom alle uddannelser har et internationalt perspektiv.
BTECH har en årlig omsætning på ca. 85 mio. DKK, hvoraf de ca. 10 mio. er eksterne forskningsmidler. Som noget unikt i det danske universitetssystem modtager BTECH midler fra syv omkringliggende kommuner, der bl.a. støtter arbejdet med iværksætteri og virksomhedssamarbejdet, der bliver kaldt Company Connect Programme.

## Uddannelsesoversigt
| - Erhvervsøkonomi, HA - Economics and Business Administration - Cand.merc. i Marketing and Business Innovation - Cand.it i IT, Kommunikation og Organisation | - Business Development Engineer - Forretningsingeniør - Global Management and Manufacturing Engineer - Elektronikingeniør - Elektrisk energiteknologi - Maskinteknik - Civilingeniør i teknologibaseret forretningsudvikling - Adgangskurser til ingeniøruddannelser | - HD 1. og 2. del - Diplom i ledelse - Erhvervskandidat i teknologibaseret forretningsudvikling - Enkeltfag - Efter- og videreuddannelse |

## Reference
1. ↑  Historie